# Dansk miljøteknologi
Dansk Miljøteknologi (DMT) var en brancheforening for miljøteknologiske virksomheder i Danmark, som eksisterede fra 1974 til 2024.
Foreningens formål var at sikre politisk prioritering af det miljøteknologiske område for at fremme gode rammevilkår for branchen, høje ambitioner på miljøområdet og intelligent regulering i Danmark og i EU.
Foreningen var fortaler for for en ambitiøs regulering og et stærkt hjemmemarked for at skubbe på udviklingen af den teknologi, som kan sikre Danmark en stærk position til at bidrage til opnåelse af verdensmålene i 2030.
Foreningen arbejdede med at holde politikere og embedsværk orienteret om branchens produkter og betydningen for miljø, klima, arbejdspladser og eksport for at sikre synlighed og forståelse for den værdi, branchen har for Danmark. Dette kunne f.eks. være at påpege eventuelle barrierer og udfordringer, og hvordan de kan løses, samt at udtrykke kritik over mangel på ambitioner og manglende indsatser, når det er berettiget og nødvendigt.
Foreningens hovedbudskaber var:
- Danmark skal være et grønt foregangsland, hvor ambitiøs politik og innovation fremmer brugen af effektive miljøteknologier, som skaber et stærkt hjemmemarked, grønne arbejdspladser, grøn eksport og grøn vækst.
- Det kræver gode rammer for innovation og teknologiudvikling, og det kræver, at lovgivningen fremmer anvendelsen af de nyeste teknologier herhjemme. Den stærke danske tradition for et tæt offentlig-privat samarbejde i Danmark giver gode forudsætninger for at gå forrest og høste fordelene ved at anvise vejen.
- DMT ønsker en politisk prioritering af innovation, udvikling og demonstration, der understøtter den grønne omstilling. Det vil styrke Danmarks position internationalt og skabe et stort eksportpotentiale.

## Foreningens historie
I perioden fra foreningens start i 1974 til 1980 blev sekretariatsfunktionen varetaget af Sammenslutningen af Arbejdsgivere inden for Jern- og Metalindustrien i Danmark.
I 1980 blev sekretariatsfunktionen overtaget af Entreprenørforeningen (senere Dansk Byggeri).
Op igennem 1990’erne og begyndelsen af 00’erne fungerede foreningen på et lavt aktivitetsniveau. 
I 2007 besluttede bestyrelsen at reaktivere og revitalisere foreningen med henblik på at arbejde for en politisk stærkere interessevaretagelse for de miljøteknologiske virksomheder inden for vandsektoren.
Jesper Nybo Andersen, adm. dir. i Orbicon, blev i juni 2007 nyvalgt som formand, og bestyrelsen besluttede at ansætte tidligere folketingsmedlem Jørn Jespersen som konsulent til at varetage driften af sekretariatet og til at igangsætte en udvikling af medlemskredsen og aktivitetsniveauet.
I 2008 skiftede foreningen navn til brancheforeningen Dansk Miljøteknologi.
I juni 2009 besluttede generalforsamlingen, at foreningen nu også kan optage miljøteknologiske virksomheder inden for ren luft området, og vedtægterne blev ændret, så arbejdsområdet nu er ”vand, luft og jord”.
I juni 2012 blev Claus Witt, adm. dir. i Grundfos, valgt som ny formand.
I august 2018 blev Leif Bentsen, CEO i Krüger, valgt som ny formand for foreningen, da forhenværende formand Claus Witt valgte at gå af.
I marts 2020 trådte Jørn Jespersen trådte tilbage som direktør i Dansk Miljøteknologi. Tidligere kontorchef i Miljøstyrelsen Søren Bukh Svenningsen overtog stillingen som direktør; en stilling han bestred indtil udgangen af 2021.
I starten af 2022 gennemgik foreningen flere større ændringer. Fra tidligere at have haft en direktør og en formand udvalgt blandt foreningens medlemmer overgik ledelsen i stedet til en sekretariatschef, og i vedtægterne blev der åbnet for, at bestyrelsen kunne udpege en formand, som ikke repræsenterer en under foreningen hørende virksomhed. Således blev fhv. miljøminister og MF (S) Kirsten Brosbøl konstitueret som ny forperson ved årsskiftet, og den 1. marts 2022 tiltrådte Helle Bach Rungø den nyoprettede stilling som sekretariatschef d. 1. marts 2022. Ved samme lejlighed flyttede foreningen til nye lokaler i det tidligere andelsmejeri Enigheden i Københavns Nordvestkvarter. 
Pr. 1. juni 2023 overgik stillingen som sekretariatschef til Signe Sonne-Holm, der før dette var ansat i foreningen som miljøpolitisk konsulent siden august 2018.
På en ekstraordinær generalforsamling den 29. november 2024, besluttede foreningen at opløse sig selv pr. 31. december 2024. Baggrunden for opløsningen var, at det over en årrække havde været en udfordring at opretholde en bæredygtig økonomi i foreningen. Med bortfald af flere projektmidler samt frafald af medlemmer var der udsigt til for stort et underskud til, at det fremadrettet var muligt at opretholde drift og et tilstrækkeligt aktivitetsniveau i sekretariatet.
Foreningens medlemmer var ved opløsningen den 31. december 2024: AVK, Danfoss, Envidan, Grundfos, Topsoe, Kamstrup, Krüger Veolia, Niras, Adept Water Technologies, Aquaporin, AVS, Biokube, C. K. Environment, Danish Clean Water, DHI, ECT2, Exodraft, Explicit, Force, Fr. Dahlgaard, Geokon, Init, Kemic vandrens, Kemira, Landia, Leif Koch, Lesni, MJK, Wavin, Photocat, Industrial Water Solutions, Silhorko, Simas filters, T-safe, Teknologisk Institut, UltraAqua, Unisense environment, Updrift copenhagen, Uponor, Water systems, Xylem.  